# Арагуа (щат)
Арагу̀а (на испански: Aragua) е един от 23-те щата на южноамериканската държава Венецуела. Намира се в северната част на страната. Общата му площ е 7014 км², а населението е 1 839 075 жители (по изчисления за юни 2017 г.). Основан е през 1899 г.